# Anton van Duinkerken

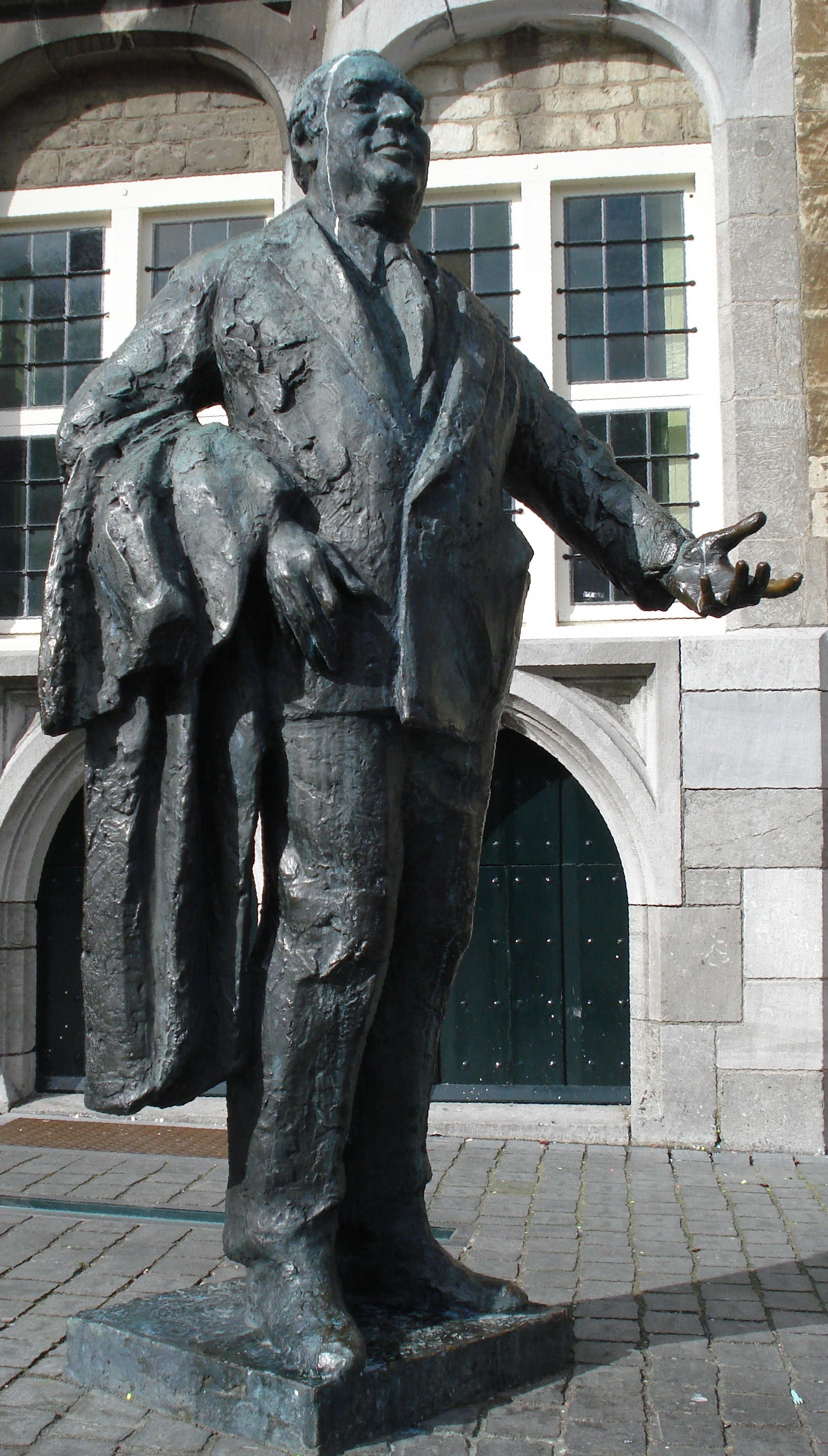
Statue von Anton van Duinkerken

Anton van Duinkerken (eigentlich Wilhelmus Johannes Maria Antonius Asselbergs; * 2. Januar 1903 in Bergen op Zoom; † 27. Juli 1968 in Nijmegen) war ein niederländischer Schriftsteller, Literaturhistoriker und Redner.

## Leben
Van Duinkerken wurde in eine katholische Familie geboren und wollte zunächst Theologe werden. Er schlug bereits 1915 zur Schulzeit diesen Weg mit dem kleinen Priesterseminar in Ginneken ein und setzte anschließend seine Ausbildung in Hoeven fort. Während dieser Zeit entstand Van Duinkerkens erstes Werk, das 1927 unter dem Titel Onder Gods ogen erschien. Er entschied sich, seine Priesterausbildung zugunsten einer Zukunft als Dichter aufzugeben und besuchte fortan die Roomsch-Katholieke Leergangen in Tilburg.
1927 wurde Van Duinkerken auch Mitarbeiter der katholischen Tageszeitung De Tijd und zog 1929 nach Amsterdam, dem Redaktionssitz der Zeitung. Er war eine wichtige Persönlichkeit der jungen katholischen Erneuerungsbewegung und in dieser Eigenschaft auch Mitarbeiter bzw. Redakteur der Zeitschriften Roeping und De Gemeenschap. 1930 heiratete Van Duinkerken Leonie Arnolds, mit der er vier Söhne und vier Töchter hatte.
In den Vorkriegsjahren wurde er bekannt als eine Stimme gegen Kleinbürgerlichkeit sowie eine von ihm als „Erschlaffung“ wahrgenommene Tendenz im katholischen Leben und wandte sich gegen einen Irrationalismus. 1929 begann eine 10-jährige Debatte mit seinem atheistisch ausgerichteten Berufskollegen Menno ter Braak. Seit 1934 arbeitete Van Duinkerken auch für die Literaturzeitschrift De Gids.
Van Duinkerkens Gegnerschaft zum Nationalsozialismus brachte ihm während der deutschen Besatzung der Niederlande 1942 die Internierung im Lager Sint-Michielsgestel ein. Kurz nach der Befreiung des Landes erlitt er einen Autounfall, durch den seine rechte Hand dauerhaft beeinträchtigt blieb. Van Duinkerken verlegte sich zusehends auf die Literaturwissenschaft und wurde 1948 Hochschullehrer für Kunstgeschichte an der Jan van Eyck Academie in Maastricht. Diese und eine gleichartige Tätigkeit in Leiden gab er 1952 zugunsten einer Professur in allgemeiner und niederländischer Literatur an der Katholischen Universität Nijmegen auf, allerdings bedeutete dieser Schritt für ihn auch die Aufgabe der Mitgliedschaft in der Partij van de Arbeid.
Als universell ausgerichteter Literaturhistoriker blieb Van Duinkerken bis zu seinem Tod in der Öffentlichkeit präsent. Sein Dialog mit Menno ter Braak und seine Mitgliedschaft in der Partij van de Arbeid weisen ihn zudem als einen frühen Exponenten des gesellschaftlichen Prozesses aus, der zur Entsäulung der Niederlande führte.

## Auszeichnungen

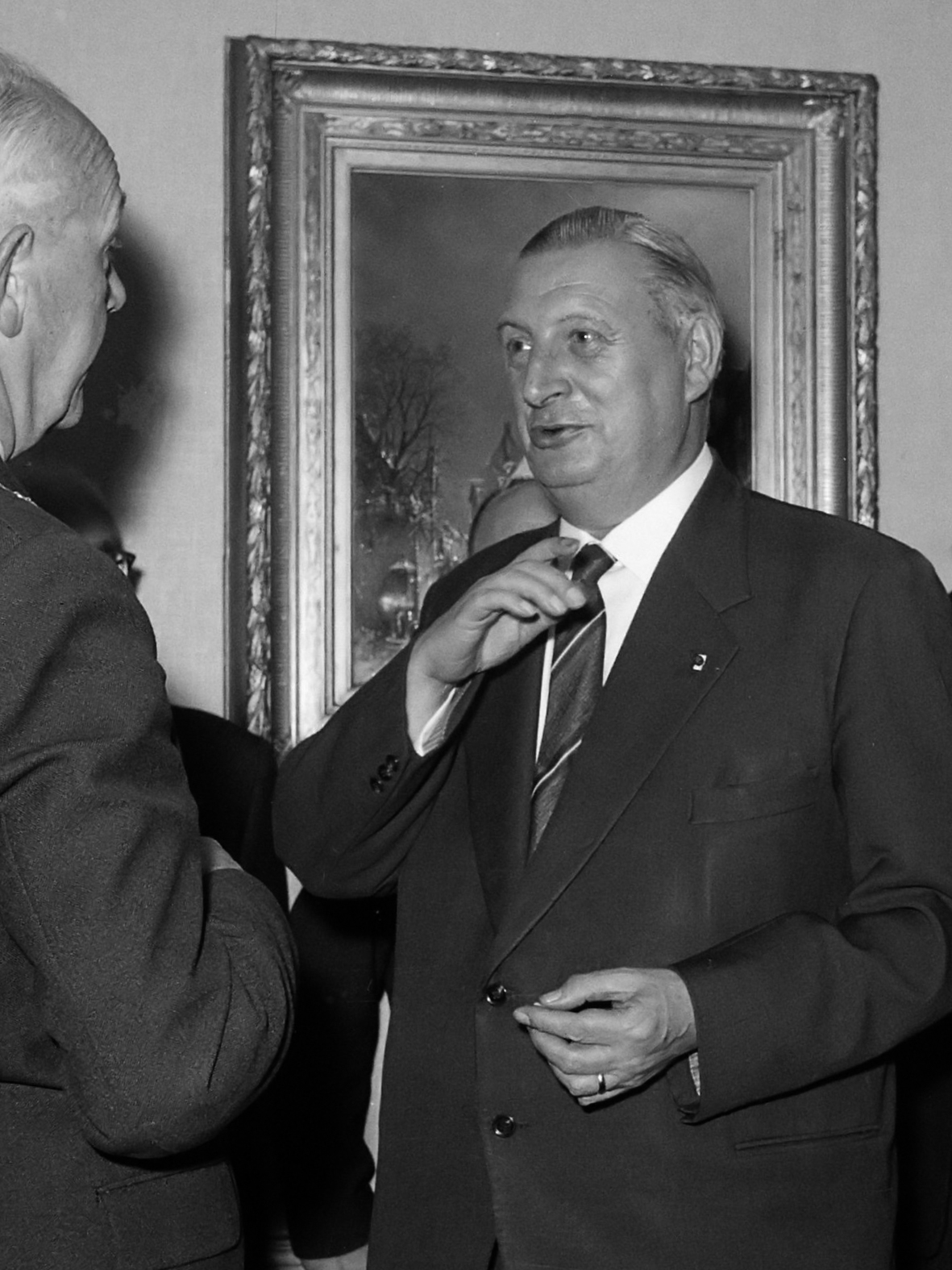
Van Duinkerken (1960)

- 1933 – C.W. van der Hoogtprijs für Dichters der contra-Reformatie
- 1957 – Provinciale prijs voor schone kunsten für Brabantse herinneringen
- 1966 – P.C. Hooft-prijs für sein Gesamtwerk.
- 1968 – Literatuurprijs der Gemeinde Hilvarenbeek für sein Werk Nijmeegse Colleges

## Bibliografie
- 1927 – Onder Gods ogen
- 1928 – Verdediging van carnaval
- 1928 – De Ravenzwarte
- 1929 – Hedendaagse ketterijen (1946 erschienen)
- 1929 – Roofbouw
- 1929 – Vertelsel in de hut
- 1930 – Achter de vuurlijn
- 1930 – Lyrisch labyrinth
- 1931 – Het wereldorgel
- 1932 – Katholiek verzet
- 1932–1939 – Bloemlezing uit de katholieke poëzie van de vroegste tijden tot heden
- 1933 – Welaan dan, beminde gelovigen
- 1935 – De menschen hebben hun gebreken
- 1936 – Hart van Brabant
- 1937 – Verscheurde christenheid
- 1941 – Legende van den tijd
- 1941 – Nederlandsche vromen van den nieuwe tijd
- 1944 – Waaiend pluis
- 1944 – Drievuldige begroeting
- 1945 – Het tweede plan
- 1945 – Undique Carmina Sonant; twaalf vertaalde gedichten
- 1946 – Ascese der schoonheid
- 1946 – Tobias met den engel
- 1947 – Waarom ik zo denk...
- 1948 – Begrip van Rome
- 1949 – Antoon Coolen
- 1951 – Mensen en meningen
- 1952 – Het tijdperk der vernieuwing van de Noordnederlandse letterkunde
- 1955 – Over de blijvende waarde van verzetspoëzie
- 1957 – Beeldenspel van Nederlandse dichters
- 1958 – Guido Gezelle 1830-1899
- 1960 – Vlamingen
- 1962 – Verzamelde geschriften (3 Teile)
- 1964 – Brabantse herinneringen
- 1966 – Festoenen voor een kerkportaal
- 1967 – Gorter, Marsman, Ter Braak
- 1968 – De stijl van Elkerlijk
- 1968 – Nijmeegse colleges